# Oak Hill (Wirginia Zachodnia)
Oak Hill – miasto w Stanach Zjednoczonych, w stanie Wirginia Zachodnia, w hrabstwie Fayette.